# سیه‌ناب
سیه‌ناب یکی از روستاهای استان آذربایجان شرقی است که در دهستان مهران‌رود مرکزی بخش مرکزی شهرستان بستان‌آباد واقع شده‌است.این روستا ۸۴۳ نفر جمعیت دارد.